# Прадис (Удине)
Прадис је насеље у Италији у округу Удине, региону Фурланија-Јулијска крајина.
Према процени из 2011. у насељу је живело 55 становника. Насеље се налази на надморској висини од 180 м.